# Shaun Evans (Schauspieler)

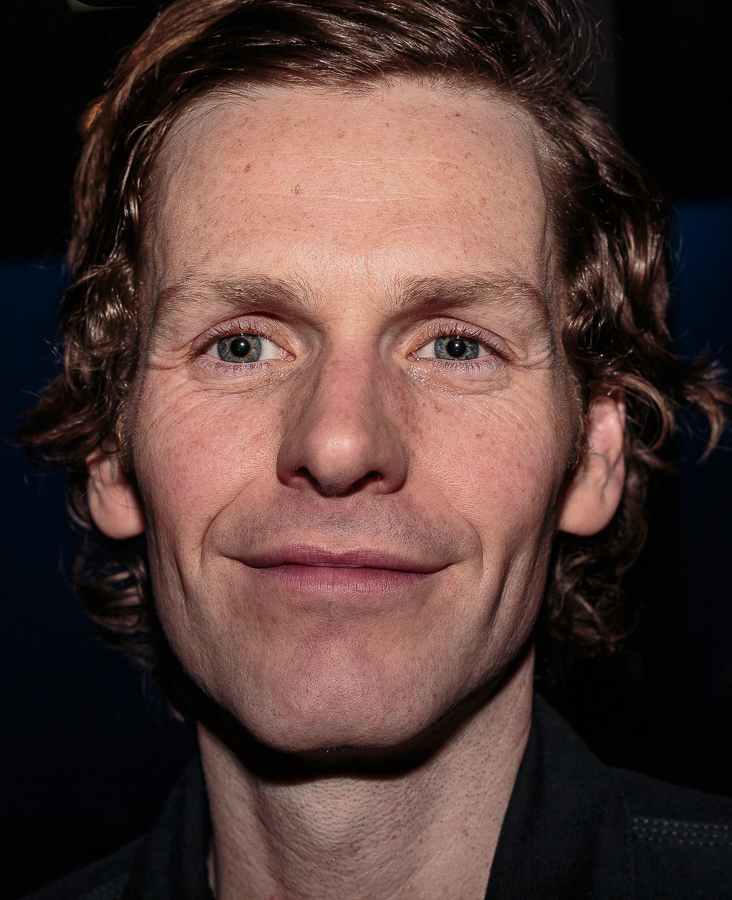
Shaun Evans, 2015

Shaun Evans (* 6. März 1980 in Liverpool, Merseyside, England) ist ein britischer Schauspieler und Fernsehregisseur. In Deutschland wurde Evans vor allem durch die Verkörperung des Endeavour Morse in der Serie Der junge Inspektor Morse bekannt.

## Leben
Shaun Evans wurde als Kind nordirischer Eltern in Liverpool geboren. Der Vater war Taxifahrer, die Mutter arbeitete in der Gesundheitsfürsorge. Er besuchte das katholische St. Edward’s College, eine ehemalige Grammar School in West Derby im Großraum Liverpool. Der Besuch der Schule, die besonderen Wert auf die Musikerziehung der Schüler legt, wurde ihm durch ein Stipendium ermöglicht. Nachdem er einen Kurs am National Youth Theatre (London) belegt hatte, wechselte er mit 18 Jahren an die Guildhall School of Music and Drama in London.
In Großbritannien bekannt ist er vor allem durch seine Rollen in einer Reihe von Fernsehserien, wie Teachers (2002), Elizabeth I – The Virgin Queen (2006), Ashes to Ashes – Zurück in die 80er, The Take – Zwei Jahrzehnte in der Mafia (beide 2009), The Last Weekend, Whitechapel oder Silk – Roben aus Seide (alle drei 2012). An der Serie Der junge Inspektor Morse mit Evans als Protagonist, die seit 2012 ausgestrahlt wird, ist er auch als Produzent beteiligt und hat in vier Folgen Regie geführt. In der Rolle des Inspektor Morse wird er von Till Endemann synchronisiert.
2017/18 führte er in drei Folgen der Fernsehserie Casualty Regie.
In der im August und September 2021 erstmals ausgestrahlten sechsteiligen BBC-Thriller-Fernsehserie Vigil – Tod auf hoher See über das Verschwinden eines schottischen Fischtrawlers und einen Todesfall an Bord eines Atom-U-Boots übernahm er die Rolle des Eliott Glover. Die Serie kam in jeder Folge auf über zehn Millionen Zuschauer.

## Preise und Auszeichnungen
2014 wurde er für den britischen Crime Thriller Award als bester Hauptdarsteller (The Best Actor Dagger für Endeavour) nominiert.

## Filmografie (Auswahl)
- 2002: Teachers
- 2003: The Boys and Girl from County Clare
- 2004: Being Julia
- 2006: Elizabeth I – The Virgin Queen (The Virgin Queen, Miniserie, 2 Episoden)
- 2006: Cashback
- 2007: Boy A
- 2007: George Gently – Der Unbestechliche (Inspector George Gently, Fernsehserie, Pilotfilm)
- 2007: Gone – Lauf um dein Leben (Gone)
- 2009: Come Rain Come Shine
- 2009: Ashes to Ashes – Zurück in die 80er (Ashes to Ashes, Fernsehserie, 2 Episoden)
- 2009: The Take – Zwei Jahrzehnte in der Mafia (The Take, Miniserie, Episoden 1x01–1x04)
- 2012: Whitechapel (Fernsehserie, Episoden 3x01–3x02)
- 2012: Silk – Roben aus Seide (Silk, Fernsehserie, Episoden 2x04–2x06)
- 2012: The Last Weekend (Fernsehserie, 3 Episoden)
- 2012–2023: Der junge Inspektor Morse (Endeavour, Fernsehserie)
- 2014: War Book
- 2015: The Scandalous Lady W (Fernsehfilm)
- 2021: Vigil – Tod auf hoher See (Vigil, Fernsehserie)